# IFRS 8
IFRS 8 «Операционные сегменты» — международный стандарт финансовой отчётности, раскрывающий информацию об операционных сегментах в годовой и промежуточной финансовой отчётности, действует с 1 января 2009 года и регламентирует раскрытие информации об операционных сегментах в годовой и промежуточной финансовой отчетности. Обнародован в 2006 году Советом по МСФО и введён в действие для применения на территории Российской Федерации приказом Минфина России от 25.11.2011 № 160н.

## История создания
19 января 2006 года был выпущен проект стандарта ED 8 «Операционные сегменты», по которому до 19 мая 2006 года принимались комментарии, а 30 ноября 2006 был опубликован IFRS 8 «Операционные сегменты», который вступил в действие с 1 января 2009 года, заменив IAS 14 «Сегментная отчётность». 16 апреля 2009 года вышли дополнения по раскрытию активов по сегментам, которые вступили в силу с 1 января 2010 года. 12 декабря 2013 года были опубликованы дополнения по агрегированию операционных сегментов и их сверки, вступившие в силу с 1 июля 2014 года.

## Цель стандарта и сфера применения
Целью стандарта является раскрытие информации с целью помочь пользователям финансовой отчётности оценить характер и финансовое воздействие видов коммерческой деятельности, которую осуществляет предприятие, и экономических условий, в которых оно работает. IFRS 8 применяется в отношении отдельной финансовой отчетности компании, чьи долговые или долевые инструменты торгуются на открытом рынке ценных бумаг, либо которая готовится выпустить какие-либо категории инструментов на открытый рынок; применяется в отношении консолидированной финансовой отчётности группы, чья материнская компания обязана применять данный стандарт при подготовке своей отдельной финансовой отчётности. Компании, для которых применение стандартов не является обязательным, но которые решили добровольно предоставлять информацию по сегментам, не могут характеризовать данную информацию как "информацию по сегментам", если она не была подготовлена в полном объеме в соответствии IFRS 8.
Составляется сегментная отчётность для того, чтобы помочь пользователям финансовых отчётов:
- понять показатели работы компании в прошлых периодах,
- оценить риски и прибыли компании,
- принимать более обоснованные решения относительно компании в целом.

## Определения
Операционный сегмент — это компонент предприятия:
- который генерирует доход и приводит к возникновению расходов (включая межсегментные доходы и расходы, возникающие при операциях с прочими компонентами того же предприятия);
- операционные результаты которого регулярно анализируются ответственным за принятие операционных решений о распределении ресурсов между сегментами и оценку их результатов;
- по которому имеется в наличии отдельная финансовая информация.

Ответственный за принятие операционных решений — это функция распределения ресурсов и оценка результатов деятельности операционных сегментов, а не название конкретной должности, хотя обычно за этим стоит генеральный директор предприятия, которому регулярно докладывают о течении хозяйственной деятельности предприятия и его финансовые результаты. 
Вновь созданный сегмент также может рассматриваться в качестве операционного сегмента, хотя ему ещё лишь предстоит заработать доход. 
Операционными сегментами являются подразделения по товарам и услугам и подразделения, представленные в разных географических регионах, но не являются корпоративные головные офисы, пенсионные планы предприятия или некоторые функциональные отделы, которые не создают доходы или создают лишь несущественные доходы.
Предприятие предоставляет по каждому операционному сегменту отдельную информацию в финансовой отчётности, если сегмент:
- соответствует определению или критерию агрегирования для двух или более сегментов, и
- превышает пороговый количественный критерий.

Критерий агрегирования — это объединение двух и более операционных сегментов в единый операционный сегмент, если у них имеются аналогичные экономические характеристики и если сегменты похожи по:
- характеру продуктов и услуг,
- характеру производственных процессов,
- типам потребителей и клиентов,
- методам сбыта продуктов или оказания услуг,
- характеру регулирования.

Количественный критерий — это информация по операционному сегменту, по которому показатели превосходят какое-либо из следующих пороговых значений:
- выручка от внешних покупателей и от внутренних операций с другими сегментами компании составляет не менее 10 % совокупной выручки всех сегментов;
- финансовый результат сегмента составляет не менее 10 % от совокупной прибыли или убытка;
- активы операционного сегмента составляют не менее 10 % общей величины активов всех операционных сегментов.

Если на суммарный доход от внешних продаж операционных сегментов, выделенных на основании количественных критериев, приходится менее 75 % общего дохода предприятия, то следует выделить дополнительные сегменты так, чтобы был достигнут уровень в 75 %. Компании также могут предоставлять информацию о сегментах, если по мнению руководства информация о сегменте будет полезна пользователям финансовой отчётности. Информация о прочих операционных сегментах, которые не являются отчётными, объединяется и раскрывается в финансовой отчётности в качестве «всех прочих сегментов». Если сегмент в текущем периоде определён как отчётный, но не был таковым ранее, то за предыдущий период представляется соответствующая сравнительная информация, если только затраты на её получение не окажутся чрезмерными.

## Раскрытие информации
Компания должна раскрывать информацию, которая позволяла бы пользователям финансовой отчётности оценивать характер и финансовое воздействие видов коммерческой деятельности, которые она осуществляет, а также экономических условий, в которых она работает, раскрывая следующую информацию по каждому периоду, по которому представлен отчёт о прибылях и убытках:
- общая информация о сегментах (описание продуктов и услуг, которые приносят доход каждому отчётному сегменту);
- данные о прибылях или убытках сегмента, активах и обязательствах сегмента и базе их оценки;
- согласование данных по отчётным сегментам с данными финансовой отчётности по компании в целом.

Раскрывается следующая общая информация о сегментах по предприятию:
- каким образом были определены отчётные сегменты, включая основу для определения сегментов (сегментация по товарам и услугам, по географическим районам, по сферам регулирования или по комбинации факторов),
- объяснения организационных особенностей предприятия,
- сведения о том, были ли операционные сегменты объединены друг с другом,
- описание типов продукции или услуг, которые приносят доход каждому сегменту.

Раскрываются следующие данные о прибылях или убытках, активах и обязательствах сегмента:
- оценка прибыли или убытка, оценка суммарных активов по каждому отчётному сегменту;
- оценка сегментных обязательств;
- выручка от внешних покупателей и межсегментная выручка;
- процентные доходы и расходы;
- амортизационные расходы;
- статьи доходов и расходов;
- доля в доходах ассоциированных компаний и совместных предприятий, учитываемых по методу долевого участия;
- налог на прибыль;
- прочие существенные статьи доходов и расходов,
- существенные неденежные статьи, кроме амортизационных расходов,
- инвестиции в ассоциированные компании и совместные предприятия, учитываемые по методу долевого участия;
- доход внеоборотных активов, кроме поступлений финансовых инструментов, отложенных налоговых активов, активов пенсионных планов и активов по договорам страхования.

Раскрывается база оценки каждой статьи, включённой в сегментную отчётность:
- метод учёта операций между отчётными сегментами;
- различия между оценкой прибыли или убытка отчётных сегментов и общей прибыли или убытка до налогообложения и результат прекращённой деятельности компании;
- различия между оценкой активов и обязательств отчётных сегментов и активов и обязательств всей компании;
- изменения в методе оценки компонентов отчётных сегментов по сравнению с предыдущими периодами;
- эффект несимметричного распределения данных по отчётным сегментам.

Раскрываются числовые сверки (согласования) следующих показателей:
- выручки отчётных сегментов с общей выручкой компании;
- прибыли или убытка отчётных сегментов с общей прибылью или убытком компании;
- активов и обязательств отчётных сегментов с общими активами и обязательствами компании;
- данных по другим существенным показателям по отчётным сегментам с соответствующими показателями по всей компании.

Если изменилась структура отчётных сегментов, то информация, представленная в предыдущих периодах, должна быть пересчитана, если затраты на это не будут чрезмерными. Если после изменения сегментной структуры компания не смогла выполнить пересчёт сегментной информации по предыдущему периоду, то она представляет в периоде, в котором изменилась структура, данные в соответствии и со старой, и с новой сегментацией, если затраты на это не будут чрезмерными.
Предоставляется также информация о доходах по географическим регионам и по видам хозяйственной деятельности, информация о долгосрочных активах, основываясь на их географическом месторасположении, но не по видам хозяйственной деятельности. Если доход по одному внешнему покупателю составляет 10 % и более от общего дохода компании, то этот факт должен быть раскрыт, как и общий доход от каждого покупателя (без указания названия) и сегмент или сегменты, которые включают доход от этих покупателей. Раскрытие подобной информации требуется, даже если компания имеет только один операционный сегмент.